# Čežnja
"Čežnja" ("Desejo") foi a canção que representou a Jugoslávia no Festival Eurovisão da Canção 1965 que teve lugar em Nápoles em 20 de março de 1965.
A referida canção foi interpretada em croata por Vice Vukov. Foi a décima-sétima e penúltima canção a ser interpretada na noite do evento, a seguir à canção finlandesa "Aurinko laskee länteen" , interpretada por Viktor Klimenko e antes da canção helvética "Non, à jamais sans toi", cantada por Yovanna. A canção jugoslava terminou a competição em 12.º lugar, tendo recebido dois pontos. No ano seguinte, em 1966, a Jugoslávia foi representada por Berta Ambrož que interpretou o tema "Brez besed".

## Autores
- Letrista: Žarko Roje
- Compositor: Julio Marić
- Orquestrador: Radivoj Spasić

## Letra
A canção compara as forças da natureza  (nuvens, ondas), com o grande desejo que ele tem de estar com a sua amante.